# Immortel II
 (juin 2020).
Albums de Sinik
La Plume et le Poignard
(2012) Drône
(2017)
Immortel II est le sixième album du rappeur français Sinik, sorti le 13 avril 2015. 
Avec cet album, le rappeur des Ulis marque son retour dans le rap français après plus de 2 ans d'absence. Cet album s'écoule à 6 290 exemplaires la première semaine de sa sortie. L'artiste évoque « des textes sombres et des rimes réfléchies ». Il est vendu à 50 000 exemplaires. 

## Liste des pistes
1. Inhumain
2. Le cancer de la banlieue
3. Contradictions
4. Repenti
5. Au bout de ma life feat. Lartiste
6. D.E.A.D.
7. Vegeta
8. J'ai plus 20 ans
9. Nuits blanches
10. Quand je serai grand
11. Vie d'artiste
12. Insolent
13. Assume
14. Le diable avec du rouge à lèvres
15. L'oseille (Bonus track)
16. Le cancer de la banlieue Remix (Bonus track)

## Clips
- 2015 : Contradictions
- 2015 : Le cancer de la banlieue
- 2015 : Quand je serai grand